# 1934 à Paris
 Chronologie de l'histoire de Paris
- 1930
- 1931
- 1932
- 1933
- 1934
- 1935
- 1936
- 1937
- 1938

Cette page concerne l'année 1934 du calendrier grégorien.

## Chronologie

### Mars 1934
- 24 mars :  prolongement de Porte de Vincennes à Château de Vincennes de la ligne 1 du métro de Paris

### Avril 1934
- 1er avril : suppression des services voyageurs sur la ligne de Petite Ceinture.